# مارك فيليبوسيس
مارك فيليبوسيس (بالإنجليزية: Mark Philippoussis)‏ هو لاعب كرة مضرب أسترالي ولد يوم 7 نوفمبر 1976 في ملبورن. احترف التنس سنة 1994 وتوج بأول لقب له سنة 1996
وفي العشرين من عمره، عندما فاز بدورة تولوز الفرنسية. لم يفز بأي بطولة كبرى ولمنه وصل إلى نهائي بطولة أمريكا المفتوحة للتنس سنة 1998 وويمبلدون سنة 2003.

## روابط خارجية
- مارك فيليبوسيس على موقع رابطة محترفي التنس (الإنجليزية)
- مارك فيليبوسيس على موقع الاتحاد الدولي لكرة المضرب (الإنجليزية)
- مارك فيليبوسيس على موقع كأس ديفيز (الإنجليزية)
- مارك فيليبوسيس على موقع اتحاد التنس الأسترالي (الإنجليزية)
- مارك فيليبوسيس على موقع خلاصة التنس.كوم (الإنجليزية)
- مارك فيليبوسيس على موقع إي إس بي إن.كوم (الإنجليزية)
- مارك فيليبوسيس على موقع أوليمبيديا (الإنجليزية)
- مارك فيليبوسيس على موقع اللجنة الأولمبية الأسترالية (الإنجليزية)